# Jeneba Tarmoh
Jeneba Tarmoh (* 27. September 1989) ist eine US-amerikanische Sprinterin.
Bei den Juniorenweltmeisterschaften gewann sie drei Goldmedaillen: 2006 in Peking in der 4-mal-100-Meter-Staffel, 2008 in Bydgoszcz über 100 Meter und im Staffelwettbewerb.
2010 wurde sie U23-NACA-Meisterin über 100 Meter, 2011 wurde sie über 200 Meter Dritte bei den US-Meisterschaften und schied bei den Weltmeisterschaften in Daegu im Vorlauf aus.
Im Vorfeld der Olympischen Spiele 2012 in London kam es zu einer Kontroverse, als bei den US-Ausscheidungskämpfen Tarmoh und Allyson Felix sich in 11,07 s ein totes Rennen um den dritten Platz lieferten. Der US-Verband USA Track & Field, der für einen solchen Fall keine Vorkehrungen getroffen hatte, entschied sich schließlich dafür, einen Zweikampf um den dritten Startplatz für Olympia anzusetzen, den Tarmoh jedoch absagte. In London wurde Tarmoh im Vorlauf der 4-mal-100-Meter-Staffel eingesetzt und erhielt Gold, nachdem das US-Team das Finale gewonnen hatte.
2013 wurde sie bei den US-Meisterschaften Dritte über 200 Meter. Bei den Weltmeisterschaften in Moskau wurde sie über diese Distanz Fünfte. Erneut startete sie im Vorlauf der 4-mal-100-Meter-Staffel und trug diesmal zum Gewinn der Silbermedaille bei.

## Persönliche Bestzeiten
- 60 m (Halle): 7,22 s, 11. Februar 2012, Fayetteville
- 100 m: 10,93 s, 21. Juni 2013, Des Moines
- 200 m: 22,28 s, 26. Juni 2011, Eugene
  - Halle: 22,88 s, 26. Februar 2011, Lincoln